# 公民實踐培育基金
公民實踐培育基金有限公司（英語：Project Citizens Foundation Limited），於2014年8月成立，是一個非牟利組織，主張透過建立互動教育平台，傳承香港賴以成功的核心價值。
此基金主席為詹德隆先生，副主席為張玉堂先生，另有前政務司司長陳方安生女士及多名專業人士合作籌組。